# Râul Dracula
Râul Dracula (în rusă Дракуля, în ucraineană Дракуля) este un râu din bazinul Dunării care străbate partea de sud-vest a Regiunii Odesa din Ucraina. 

## Date geografice
Râul Dracula izvorăște din apropiere de satul Burgugi (Raionul Arciz), curge pe direcția sud, intră pe teritoriul raionului Chilia și se varsă în Dunăre, în dreptul localității Caracica, prin Gârla Murza. 
Principalele localități traversate de râul Dracula sunt satele Dumitrești, Draculea și Caracica. 